# Boraceia (kommunhuvudort)
Boraceia är en kommunhuvudort i Brasilien.   Den ligger i kommunen Boraceia och delstaten São Paulo, i den södra delen av landet, 700 km söder om huvudstaden Brasília. Boraceia ligger 485 meter över havet och antalet invånare är 4 268. Den ligger vid sjön Bariri Reservoir.
Terrängen runt Boraceia är platt. Närmaste större samhälle är Bariri, 13,8 km norr om Boraceia.
Trakten runt Boraceia består till största delen av jordbruksmark. Runt Boraceia är det ganska tätbefolkat, med 80 invånare per kvadratkilometer.